# آدام دیویس (بازیکن فوتبال، زاده ۱۹۸۷)
آدام دیویس (انگلیسی: Adam Davies؛ زادهٔ ۲۷ مارس ۱۹۸۷) بازیکن فوتبال اهل بریتانیا است.
از باشگاه‌هایی که در آن بازی کرده‌است می‌توان به باشگاه فوتبال کمبریج یونایتد اشاره کرد.
وی همچنین در تیم ملی فوتبال زیر ۲۱ سال ولز بازی کرده‌است.